# Leuven (stacja kolejowa)
Leuven – stacja kolejowa w Leuven, we Flandrii, w Belgii. Stacja została otwarta 22 września 1837. Obsługuje około 30 tys. pasażerów dziennie.